# Girafe Masaï
 (janvier 2021).
Si vous disposez d'ouvrages ou d'articles de référence ou si vous connaissez des sites web de qualité traitant du thème abordé ici, merci de compléter l'article en donnant les références utiles à sa vérifiabilité et en les liant à la section « Notes et références ».
Espèce
Répartition géographique
Statut de conservation UICN

ENA2abd : En danger
La Girafe Masaï est une espèce (Giraffa tippelskirchi) ou une sous-espèce (Giraffa camelopardalis thornicrofti, Giraffa camelopardalis tippelskirchi) de girafe endémique du Kenya et de la Tanzanie, présente également au Rwanda.
Aussi appelée « girafe du Kilimandjaro »[réf. nécessaire] c’est la plus nombreuse des neuf sous-espèces de girafes et le plus grand mammifère terrestre.

## Taxonomie
Elle est soit considérée comme une sous-espèce, soit comme une espèce à part entière.
Selon Catalogue of Life (29 janvier 2021) Giraffa tippelskirchi a pour synonymes :
- Giraffa camelopardalis thornicrofti Lydekker, 1911
- Giraffa camelopardalis tippelskirchi Matschie, 1898

## Description

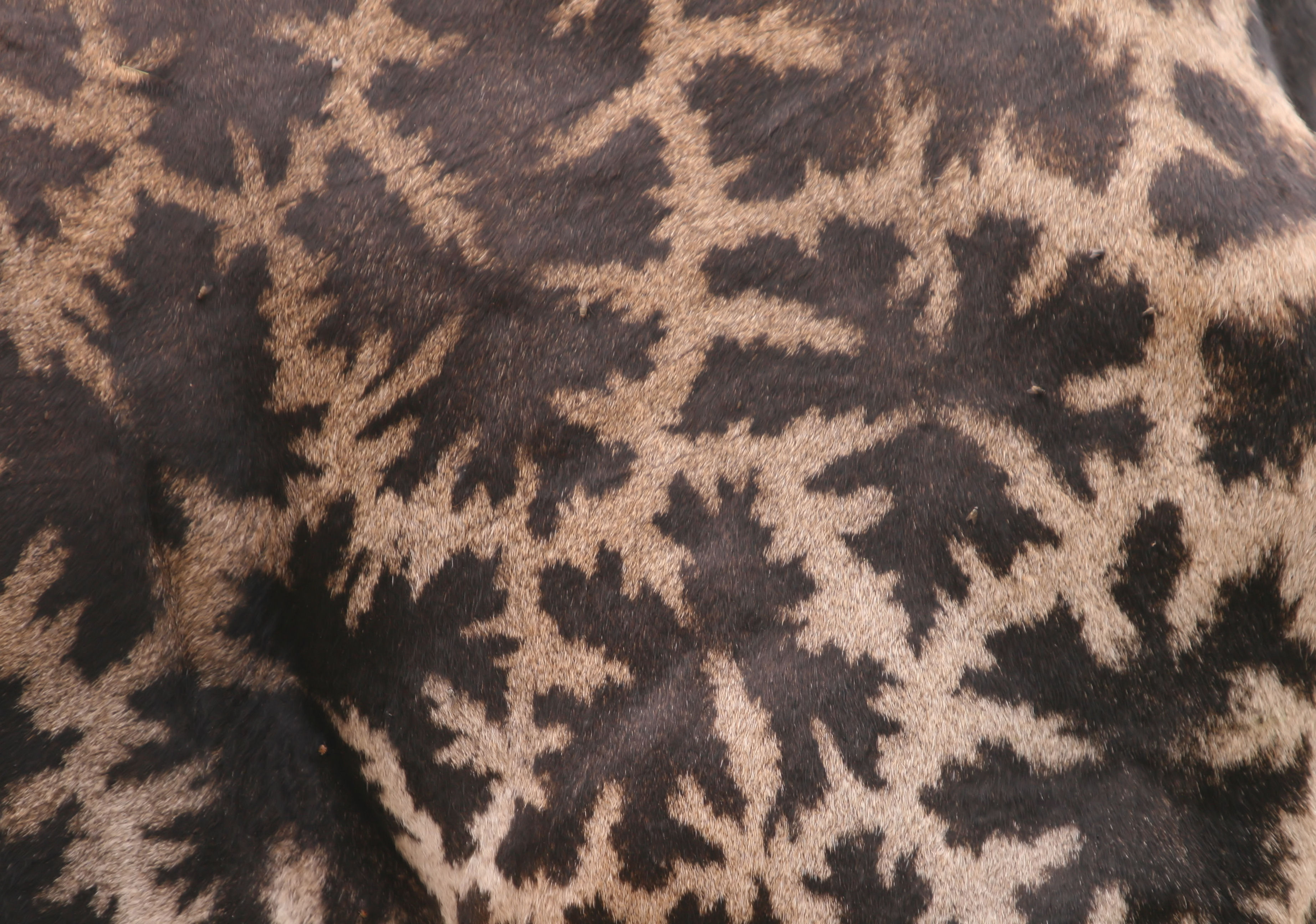
Détail de la robe d'une girafe Masaï.

La girafe Masaï se distingue des autres espèces par ses taches en forme de feuillage sur le corps et par sa queue terminée par une longue touffe de poils noirs. Le mâle présente jusqu’à cinq protubérances osseuses sur le crâne, les ossicônes. Les taches de la robe du mâle dominant ont tendance à être plus sombres que celles des autres membres de son troupeau[réf. souhaitée].
Les jambes et le cou faisant déjà approximativement 2 m de long, les mâles adultes mesurent couramment environ 6 m de haut, mais certains individus atteignent 6,5 m. Les femelles sont un peu plus petites (entre 5 m et 5,5 m).
Ces animaux ont un énorme cœur qui pèse environ 12 kg[réf. souhaitée].
Un coup de pied de Girafe Masai peut fracturer le crâne d'un lion ou lui briser l’échine[réf. souhaitée].

## Répartition
La Girafe Masaï est endémique de la Tanzanie et du Kenya. Elle est largement répandue dans le centre et le nord de la Tanzanie, ainsi que dans le sud du Kenya. Elle est également présente dans le parc national de l'Akagera, au Rwanda. Au Kenya, les plus grandes populations se trouvent dans le district de Kajiado, les ranchs Mara, le Tsavo N.P., le Laikipia et les districts de la rivière Tana. En Tanzanie, son ancienne aire de répartition couvrait la plus grande partie du pays au nord du fleuve Rufiji, bien qu'elle ait disparu de vastes zones du centre et de la côte de la Tanzanie. Six animaux du Kenya ont été introduits dans le parc national de l'Akagera en 1986.

## Menaces et conservation
Il resterait 35 000 individus sauvages selon l'UICN, qui classe la sous-espèce comme en danger d'extinction. 
On estime que la population de cette sous-espèce a diminué de moitié au cours des trois dernières décennies, sachant que la population totale de girafes a baissé de 40 % au cours de la même période.
La chasse aux girafes est illégale au Kenya et en Tanzanie, mais elles sont braconnées pour leur peau, leur viande, leurs os et leur queue. Le braconnage a augmenté en raison des troubles civils et des marchés émergents demandeurs de pièces de girafes, notamment pour la fabrication de bijoux en poils de queue de girafe et des sculptures réalisées à partir de leurs os. Certains pensent même que la moelle osseuse et le cerveau des girafes peuvent guérir du sida, comme l'ont rapporté des médias tanzaniens. 